# Ioannis Theodorópulos
Ioannis Theodorópulos (en grec, Ιωάννης Θεοδωρόπουλος) fou un atleta grec que va prendre part en els Jocs Olímpics de 1896 a Atenes.
Theodorópulos va participar en la prova de salt amb perxa, en la qual empatà en la tercera plaça amb el seu compatriota Evànguelos Damaskos, amb una alçada superada de 2m 60 cm.